# توپولوژی عمومی

یک منحنی پر کاربرد در توپولوژی عمومی منحنی توپلوژی سینوسی

در ریاضیات، توپولوژی عمومی یک شاخه از توپولوژی است که با تعاریف پایه و ساخت‌های نظریه مجموعه‌ها ارتباط دارد و در توپولوژی استفاده می‌شود. این اساس و پایهٔ بیشتر زمینه‌های دیگر توپولوژی است که شامل توپولوژی دیفرانسیلی، توپولوژی جبری و توپولوژی هندسی می‌شود. نام دیگر توپولوژی عمومی توپولوژی نقطه-مجموعه است.
مباحث اصلی و پایه‌ای در توپولوژی عمومی شامل موارد زیر است.
- تابع پیوسته
- مجموعه فشرده
- فضای همبند